# Węgliska (Basses-Carpates)
Pour les articles homonymes, voir Węgliska.
Węgliska est une localité polonaise de la gmina de Rakszawa, située dans le powiat de Łańcut en voïvodie des Basses-Carpates.